# Anni Berger
Anni Berger, eigentlich Anna Berger,  (* 23. Oktober 1904 in Wien; † 1. November 1990 in Bad Langensalza) war eine deutsche Rosenzüchterin.

## Leben
Nach Abschluss der allgemeinbildenden Schule in Wien begann sie ein Studium an der Handelsakademie in Aussig. Im Jahr 1924 heiratete sie Walter Berger. Anni begann nach der Heirat in der Gärtnerei ihres Mannes mitzuarbeiten. Das Ehepaar hatte drei Söhne: Adolf (* 1925), Hans (* 1935) und Hermann (* 1939). Im Jahr 1941 zog die Familie nach Ufhoven bei Langensalza, wo sie ein Jahr später nach dem Tod ihres Schwagers Lebrecht Rödiger die Gärtnerei übernommen hat. Bis zur Rückkehr ihres Mannes aus der Kriegsgefangenschaft im Jahr 1947 führte Anni Berger die Geschäfte in der Gärtnerei allein.
In den 1950er Jahren begann Walter Berger mit der Zucht und Vermehrung von Rosen. Zu den ersten Züchtungserfolgen zählen die Rosen ‚Bad Langensalza‘ und ‚Zigeunerbaron‘. Nach dem Tod Walter Bergers führte Anni Berger die Gärtnerei weiter. Die bisher selbstständige Gärtnerei wurde in die Gärtnerische Produktionsgenossenschaft (GPG) „Roter Oktober“ überführt. Anni Berger setzte die Arbeit ihres Mannes in der GPG Roter Oktober fort und züchtete über 50 neue Rosensorten, die in den Handel eingeführt wurden. Als ihre erste eigene Züchtung gilt ‚Barbarina‘, die sie 1965 vorstellte. Im Jahr 1978 ging sie in den Ruhestand. Bis kurz vor ihrem Tod 1990 galt ihr Interesse weiterhin der Züchtung neuer Rosen. Ihr jüngster Sohn Hermann setzte die Familientradition fort und übernahm den elterlichen Pflanzenzuchtbetrieb.

## Ehrungen
Ihre 1966 gezüchtete Floribundarosa 'Bergers Rose Iga Erfurt' wurde 1972 auf einer 10-Pfennig-Briefmarke der Deutschen Post der DDR abgebildet. Die nach ihr benannte gemeinnützige Anni-Berger-Stiftung hat sich die Förderung und Erhaltung der Rosentradition zur Aufgabe gemacht. Darüber hinaus unterstützt die 2008 anerkannte Stiftung wissenschaftlicher Symposien zur Rosenzucht und -pflege und kümmert sich um den Erhalt der öffentlichen Anlagen und Denkmalschutz in Bad Langensalza. Von Mitteln der Stiftung sollen auch Denkmäler namhafter Persönlichkeiten und historischer Ereignisse errichtet werden, um die Stadtgeschichte im öffentlichen Raum zu würdigen und dauerhaft sichtbar zu machen.
Eine ihrer Rosenzüchtungen widmete Anni Berger der populären Rundfunksendung Alte Liebe rostet nicht (1965–1989). Deren Moderatoren Manfred Uhlig und Günter Hansel sorgten dafür, dass Rosenstöcke dieser Alten Liebe bis in die 1990er Jahre auf dem Gelände des Funkhauses Nalepastraße zu bewundern waren.
Anlässlich ihres 79-jährigen Geburtstages wurde Anni Berger von der Erfurter Ingenieurschule für Gartenbau die Berufsbezeichnung Gartenbauingenieur ehrenhalber verliehen.
Zum 100. Geburtstag im Jahr 2004 wurde im Rosengarten von Bad Langensalza eine ihr gewidmete Büste von Harald Stieding übergeben. Die Rose 'Anni Berger' – eine Kreuzung der Rosen 'Westerland' und 'Nachsommer' – wurde von Franz Wänninger zu Ehren der Rosenzüchterin an ihrem 110. Geburtstag vorgestellt. Die remontierende Rose zeichnet sich durch eine Farbänderung der Blüten im Jahresverlauf aus: von lachsrosa im Frühsommer, über gelborange und rosa im Hochsommer bis hin zur Ausgangsfarbe im Herbst.
In Langensalza wurde 2014 in der Marktstraße eine Gedenktafel enthüllt, die an die erfolgreiche Rosenzüchterin erinnert.

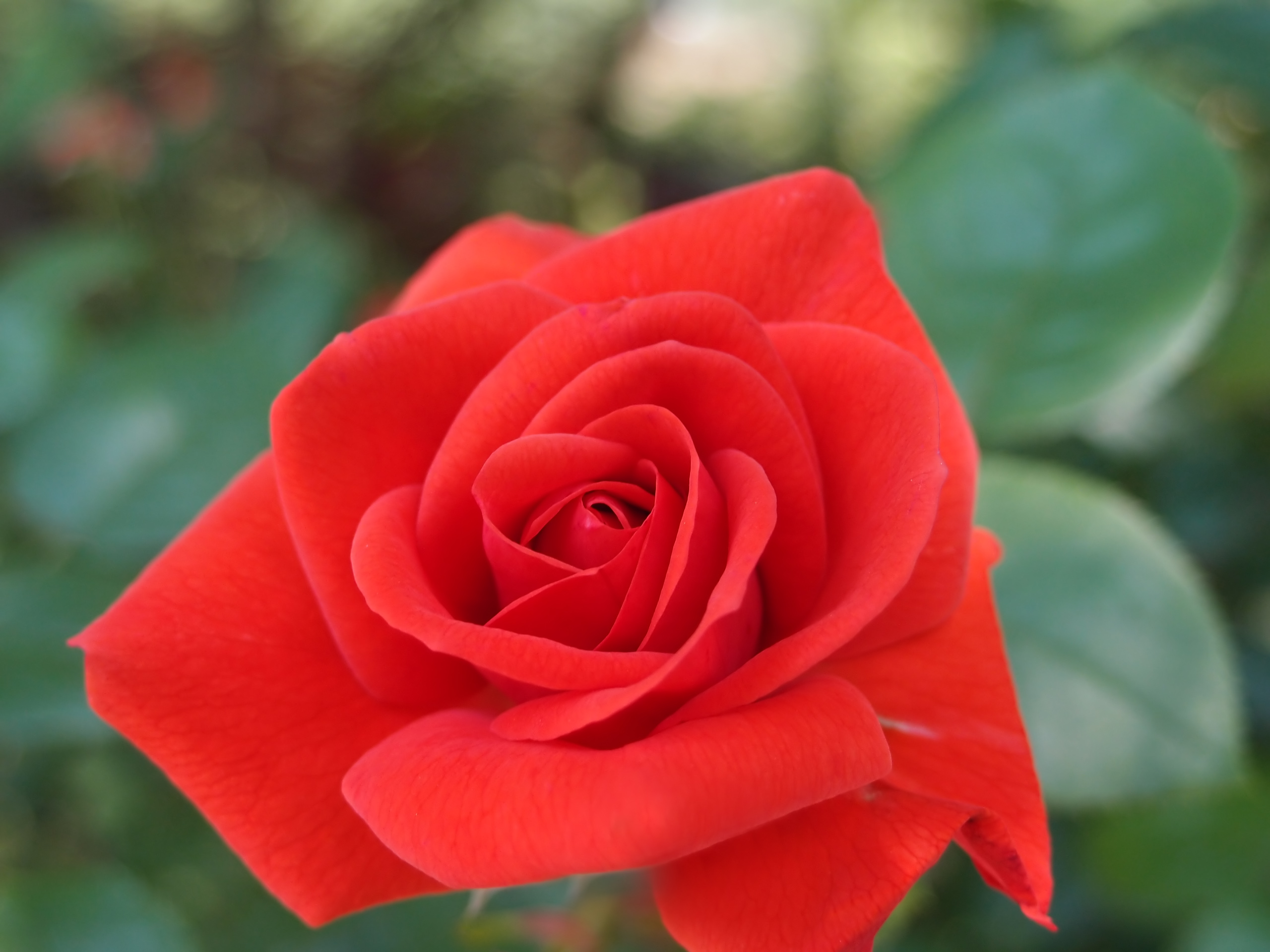
Rose 'Feuerfunken' (1979) im Flower Festival Commemorative Park in Kani, Japan

## Rosenzüchtungen (Auswahl)

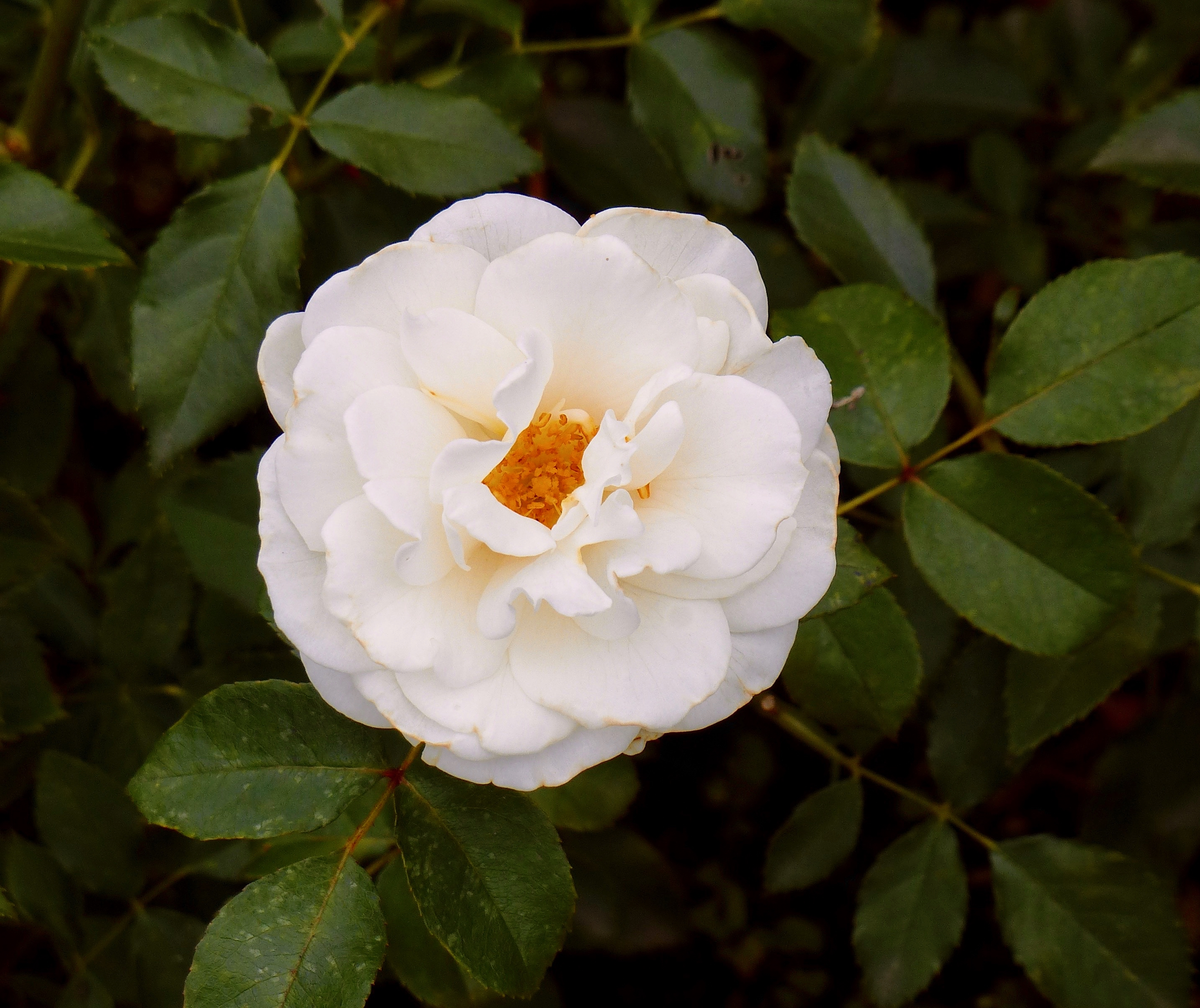
Rose 'Kristall' (1979) im Deutschen Rosarium Dortmund

Im Laufe ihres Lebens züchtete Anni Berger über 50 Rosensorten. Zu den erfolgreichsten zählen:
- 'Barbarine', 1965, pink, gelbe Floribundarosa
- 'Bergers Rose Iga Erfurt', 1966, lachsrote Floribundarosa
- 'Goldenes Prag', 1966, gelbe Teehybride
- 'Firlefanz', 1968, gelbrosa Strauchrose
- 'Revolution', 1972, rote Polyantharose
- 'Odette', 1972, rosa Floribundarose
- 'Geschwister Scholl', 1974, weiße Polyantharose
- 'Alte Liebe', 1974 orangerote Teehybride
- 'Salzaperle', 1977, rosa Teehybride
- 'Sonne der Freundschaft', 1978, gelbe Floribundarose
- 'Kristall', 1979, weiße Floribundarose
- 'Adagio', 1979, rote Teehybride
- 'Feuerfunken', 1979, scharlachrote Strauchrose
- 'Salzagold', 1980, goldgelbe Teehybride
- 'Junge Liebe', 1981, gelbrosa Teehybride
- 'Rosenfest', 1981, rote Kletterrose